# Батене, Доминик
Доминик Батене, Доминик Батени (фр. Dominique Bathenay, 13 февраля 1954, Пон-д’Эн) — французский футболист, выступавший за сборную Франции на позициях левого полузащитника.

## Карьера

### Футболиста
Воспитанник клуба «Сент-Этьен». Большую часть карьеры Батене провел в родной команде, а также в ПСЖ. Трижды хавбек становился чемпионом страны, несколько раз выигрывал кубок Франции. В сборную вызывался на протяжении семи лет. В её составе Батене участвовал в чемпионате мира по футболу 1978 года в Аргентине. Всего за «трёхцветных» провел 20 игр и забил четыре мяча.

### Тренера
Доминик Батене завершил свою карьеру в клубе «Сет». Именно в нем он начал свою тренерскую деятельность. Позднее возглавлял «Реймс», «Сент-Этьен», «Ним», «Седан», тунисский «Монастир», а также сборные Сейшел и ОАЭ. В арабской национальной команде он также ассистировал Брюно Метсю.
С 1996 по 2000 год был председателем комиссии по розыгрышу кубка Франции.

## Достижения
- Чемпион Франции (3): 1974, 1975, 1976
- Кубок Франции (5): 1973/74, 1974/75, 1976/77, 1981/82, 1982/83
- Финалист Кубка Франции: 1975/76